# Лунка (комуна, Біхор)
Лунка (рум. Lunca) — комуна у повіті Біхор в Румунії. До складу комуни входять такі села (дані про населення за 2002 рік):
- Бріхень (377 осіб)
- Лунка (977 осіб) — адміністративний центр комуни
- Сегіште (616 осіб)
- Сирбешть (355 осіб)
- Хотерел (336 осіб)
- Шуштіу (463 особи)

Комуна розташована на відстані 367 км на північний захід від Бухареста, 72 км на південний схід від Ораді, 92 км на захід від Клуж-Напоки, 126 км на північний схід від Тімішоари.

## Населення
За даними перепису населення 2002 року у комуні проживали 3124 особи.
Національний склад населення комуни:
| Національність | Кількість осіб | Відсоток |
| -------------- | -------------- | -------- |
| румуни         | 3081           | 98,6%    |
| цигани         | 26             | 0,8%     |
| угорці         | 13             | 0,4%     |
| турки          | 3              | 0,1%     |
| німці          | 1              | < 0,1%   |

Рідною мовою назвали:
| Мова      | Кількість осіб | Відсоток |
| --------- | -------------- | -------- |
| румунська | 3111           | 99,6%    |
| угорська  | 10             | 0,3%     |
| турецька  | 3              | 0,1%     |

Склад населення комуни за віросповіданням:
| Релігія        | Кількість осіб | Відсоток |
| -------------- | -------------- | -------- |
| православні    | 3026           | 96,9%    |
| п'ятдесятники  | 49             | 1,6%     |
| баптисти       | 19             | 0,6%     |
| римо-католики  | 11             | 0,4%     |
| адвентисти     | 9              | 0,3%     |
| реформати      | 4              | 0,1%     |
| греко-католики | 3              | 0,1%     |
| мусульмани     | 1              | < 0,1%   |
| унітарії       | 1              | < 0,1%   |

## Зовнішні посилання
- Дані про комуну Лунка на сайті Ghidul Primăriilor [Архівовано 3 червня 2011 у Wayback Machine.]